# Jænberht
Jænberht ou Jaenbert est un ecclésiastique anglo-saxon mort le 12 août 792. Il est archevêque de Cantorbéry de 765 à sa mort. Il entretient des relations difficiles avec Offa de Mercie, qui est alors le plus puissant souverain d'Angleterre. Leurs querelles aboutissent vers 787 à la création d'un archevêché rival de celui de Cantorbéry à Lichfield, avec l'accord du pape Adrien Ier.
Considéré comme un saint après sa mort, Jænberht est fêté le 12 août.

## Biographie
Jænberht est originaire d'une famille importante du Kent : il est apparenté à Eadhun, un reeve du roi Ecgberht II. Moine de l'abbaye Saint-Augustin de Cantorbéry, il en est élu abbé à une date inconnue.
Jænberht est sacré archevêque de Cantorbéry le 2 février 765 à la cour du roi Offa de Mercie, ce qui implique que son élection a reçu l'approbation de ce puissant roi. Il assiste à des conciles ecclésiastiques réunis par Offa à Brentford en 780 et en 781. Le Kent est alors soumis à Offa, mais en 776, le royaume se révolte et obtient son indépendance, peut-être à l'instigation de l'archevêque. Ecgberht II concède des terres à Christ Church après cette date, signe de bonnes relations avec Jænberht. Lorsque Offa reprend le contrôle du Kent, au plus tard en 785, il confisque ces terres et les réattribue à ses thegns.
Les relations entre Jænberht et Offa deviennent difficiles. L'archevêque n'approuve pas la façon dont Offa s'est emparé du pouvoir dans le Kent, et ils entrent en conflit au sujet des terres confisquées par le roi. Le fait que Jænberht frappe ses propres monnaies est également source de discorde. Le chroniqueur du XIIIe siècle Matthieu Paris affirme que l'archevêque aurait œuvré en faveur de Charlemagne, promettant de lui ouvrir les portes de Cantorbéry si l'empereur venait à envahir l'île, mais il est impossible de dire s'il s'agit d'une invention de Paris ou d'une tradition préservée à l'abbaye de St Albans, dont il dépend. À l'inverse, une rumeur qui circule du vivant de Jænberht affirme qu'Offa et Charlemagne conspireraient en vue de déposer le pape Adrien Ier, rumeur peut-être lancée par l'archevêque lui-même.

Carte des diocèses du Sud de l'Angleterre après 787. La province de Lichfield est détachée de l'autorité de Cantorbéry.

Jænberht refuse de sacrer le fils d'Offa, Ecgfrith. Afin de circonvenir sa puissance, Offa cherche tout d'abord à déplacer le siège de l'archevêché du Sud de Cantorbéry vers Londres, mais le pape refuse. Il demande alors la création d'un troisième archevêché anglais, ce qu'Adrien Ier accepte. En 787, il envoie un pallium à l'évêque Hygeberht de Lichfield, qui accède donc au rang d'archevêque. Lichfield se trouve en plein cœur de la Mercie, ce qui offre donc à Offa un archevêque soumis à ses désirs. Les diocèses de Worcester, Hereford, Leicester, Lindsey, Dommoc et Elmham sont transférés à la province de Lichfield, et Cantorbéry ne conserve comme suffragants que les évêques de Winchester, Sherborne, Selsey, Rochester et Londres. Ecgfrith est sacré par Hygeberht la même année. Cependant, rien ne permet d'affirmer que son élévation a jamais été reconnue par Jænberht.
Jænberht meurt le 12 août 792. Il est inhumé en l'église du monastère Saint-Augustin de Cantorbéry. Un culte se développe autour de sa personne, avec une fête le 12 août. Le conflit avec Lichfield n'est résolu qu'en 803, sous l'épiscopat de son successeur Æthelhard.